# Chaponost
Chaponost är en kommun i departementet Rhône i regionen Auvergne-Rhône-Alpes i östra Frankrike. Kommunen ligger i kantonen Saint-Genis-Laval som tillhör arrondissementet Lyon. År 2022 hade Chaponost 9 217 invånare.

## Befolkningsutveckling
Antalet invånare i kommunen Chaponost
| Referens: INSEE |

## Vänorter
- Lesignano de' Bagni, Italien (2008)